# Scambus nigriventris
Scambus nigriventris är en stekelart som först beskrevs av Forster 1888.  Scambus nigriventris ingår i släktet Scambus och familjen brokparasitsteklar. Inga underarter finns listade i Catalogue of Life.